# TTP-OS
TTP-OS ist ein Echtzeitbetriebssystem (RTOS) des österreichischen Unternehmens TTTech Computertechnik AG.
Die Einsatzbereiche sind vordringlich Automobile, Luft- und Raumfahrt sowie Militärtechnik.

## Besonderheiten
Das Betriebssystem wurde nach dem Paradigma der Zeitsteuerung entworfen,
d. h. ein Konfigurationstool bestimmt a priori, welche Tasks zu welchem Zeitpunkt laufen müssen.
Dabei wird berücksichtigt, welche Nachrichten die einzelnen Tasks senden oder empfangen
(unabhängig ob diese Nachrichten von Sensoren/Aktoren, vom Echtzeitnetzwerk oder von anderen Tasks kommen).
Damit ist das Verhalten der Applikation vollständig deterministisch, was in vielen Anwendungsgebieten erwünscht ist.
Für den Einsatz in kritischen Bereichen erfüllt das System u. a. folgende Anforderungen:
- harte Echtzeitanforderungen
- präemptives Multitasking
- vollständig blockierungsfrei
- extrem niedriger Speicherplatzverbrauch
- kompatibel zu OSEKtime
- zertifizierbar nach DO-178B

Das Betriebssystem wird unter anderem im Airbus A380 und für Triebwerkssteuerungen (FADEC) verwendet.